# Гербер, Пауль
Пауль Гербер (1 января 1854 — 13 августа 1909) — немецкий физик. Известный своими спорными работами, посвященными скорости гравитации и смещению перигелия Меркурия.
Учился в Берлине в течение 1872-1875 годов. В 1877 году стал преподавателем в «Реальной гимназии» (высшая школа) в Старгард-Щецинском в Померании.

## Труды по теории гравитации

### Основы концепции
Подход Гербера базируется на электродинамических законах Вильгельма Вебера, Гаусса и Римана, которые в течение 1870-1900 годов широко использовались многими учеными для объединения теорий гравитации и электродинамики. При этом учитывалась конечная скорость распространения гравитационного взаимодействия, из которой делались многочисленные попытки нахождения корректного значения аномального смещения перигелия Меркурия. В 1890 Морис Леви снискал определенный успех путем комбинации законов Вебера и Римана, исследовав случай, когда скорость распространения гравитации была равной скорости света. Однако, поскольку базисные законы Вебера и других были неверны (например, закон Вебера предшествовал уравнениям Максвелла), эти гипотезы были отклонены.
Одной из вариаций этих отклоненных подходов (не совсем буквально основанных на теории Вебера) и была модель Гербера, разработанная им в
1898 и 1902. Предполагая конечную скорость распространения гравитации, он разработал следующее выражение для гравитационного потенциала:
{\displaystyle V={\frac {\mu }{r\left(1-{\frac {1}{c}}{\frac {dr}{dt}}\right)^{2}}}}
Используя биномиальную теорему до второго порядка включительно, можно получить:
{\displaystyle V={\frac {\mu }{r}}\left[1+{\frac {2}{c}}{\frac {dr}{dt}}+{\frac {3}{c^{2}}}\left({\frac {dr}{dt}}\right)^{2}\right]}
Согласно Герберу, взаимосвязь скорости гравитации (c) и смещение перигелия Меркурия (Ψ) будет:
{\displaystyle c^{2}={\frac {6\pi \mu }{a(1-\epsilon ^{2})\Psi }}}
где
{\displaystyle \mu ={\frac {4\pi ^{2}a^{3}}{\tau ^{2}}}}, ε = эксцентриситет, "a" = большая полуось, τ = орбитальный период.
Таким образом, Гербер смог вычислить, что скорость гравитации составляет примерно 305 000 км/с, то есть практически совпадает со скоростью света.

### Противоречия
Формула Гербера действует также для аномального смещения перигелия Меркурия:
{\displaystyle \Psi =24\pi ^{3}{\frac {a^{2}}{\tau ^{2}c^{2}(1-\epsilon ^{2})}}}
Было отмечено Эйнштейном и критиком релятивистского подхода Эрнстом Герке в 1916, эта формула является идентичной с математической точки зрения формуле Эйнштейна для общей теории относительности (1915).
{\displaystyle \epsilon =24\pi ^{3}{\frac {a^{2}}{T^{2}c^{2}(1-e^{2})}}},
где "e" = эксцентриситет, "a" = большая полуось орбиты, "T" = орбитальный период.
В 1917 году Герке опубликовал репринт Гербера 1992 года в Annalen der Physik, где он поставил приоритет Эйнштейна под сомнение и обвинил последнего в плагиате. Однако согласно Эйнштейну,, Клаусу Хентшелу и Роузверу, эти претензии были отклонены, поскольку сразу же после републикации ученые такие как Селиджер и Макс фон Лауэ опубликовали статьи, в которых было сказано, что подход Гербера является несовместимым с физическими явлениями, а его формула не является следствием его предыдущих предположений. Однако, это вовсе не означает, что данный подход не может быть использован как первое модельное приближение.
В последнее время Роузвер аргументировал, что подход Гербера является недостаточно ясным и, поэтому, он сам сделал попытку его прояснить (однако и подход Роузвера также был раскритикован). Интересно, что Роузвер отметил, что формула Гербера для отклонения света около Солнца дает в два раза большие значения, чем аналогичная формула Эйнштейна. По мнению Роузвера, статус «теории гравитации» будет тем выше, чем больше «тестов на вшивость» она проходит. В случае общей теории относительности мы имеем все три теста, то есть перигелий Меркурия, отклонение света в гравитационном поле и красное смещение. Подход Гербера дал сбой на втором тесте, однако это совсем не означает, что использование потенциалов, которые опаздывают, совсем не имеет перспектив в современной физике.
Подход Гербера ошибочен, если базируется на скорости распространения гравитационного взаимодействия, поскольку оно мгновенное -- как следует из закона Ньютона и анализа Лапласа.